# El Cafè de la Marina (pel·lícula de 2014)
El Cafè de la Marina és una pel·lícula catalana de 2014 dirigida per Sílvia Munt, segona adaptació cinematogràfica de l'obra de teatre en vers, El Cafè de la Marina, de Josep Maria de Sagarra, publicada l'any 1933. És protagonitzada per Marina Salas i Pablo Derqui.

## Argument
A principis del segle xx, en un poble de pescadors (a l'obra de teatre és específicament el Port de la Selva) hi ha un cafè on transcorre la vida amb dificultat i monotonia. La Rosa és la filla més petita del cafè que està a punt de casar-se, el que provoca aparentment una animació per la parròquia. Però sota aquesta alegria, la germana gran Caterina pateix un drama que esquitxa i pertorba els habitants del poble. La moral imperant de l'època condemna amb brutalitat la noia del cafè de la Marina i no perdona la seva «falta», la de ser prenyada i abandonada per un miserable.

## Repartiment
- Marina Salas: Caterina[2]
- Pablo Derqui: Claudi, el pescador jove però sorrut o
- Miquel Gelabert: Libori, amo del cafè i pare de la Caterina
- Marina Comas: Rosa, germana petita i casamentera de la Caterina
- Fermí Reixach: Luard, un adepte del bar i home observador
- Rosa Vila: Salvadora, mare del Claudi
- Pep Cruz: Monsieur Bernat, un ric comerciant de peix de Banyuls de la Marenda (Catalunya del Nord), que parla un català rossellonès
- Míriam Alamany: Rufina, la pescadora de mala llengua, murmuradora, xafardera i hipòcrita[4] Dona del rufí.
- Carles Martínez: Rufí(?), un adepte al bar, murmurador, xafarder, gandul i bevedor. Marit de la Rufina.
- Oriol Vila: Rafel, pescador que es casa amb la Rosa i és un marit mesquí
- María Rodríguez: Gracieta, actriu barcelonina amiga de la Rosa i la Caterina del principi de la pel·lícula
- Joan Amargós: jove mariner, client del bar
- Jacob Torres: (Rufí?) un adepte al bar
- Enric Auquer
- Ramon Villegas
- Carles Troya
- Joan Alavedra

## Producció
Tot i que l'obra de teatre està ambientada al Port de la Selva (a l'Alt Empordà), la pel·lícula de Sílvia Munt fou rodada en part a les antigues barraques de la platja de Castell a Palamós (Baix Empordà). Les barraques van ser escollides per a reproduir la vida del cafè on té lloc bona part de l'acció juntament amb els llaüts cedits pel Museu de la Pesca. També es va rodar pels carrers del nucli antic de Vila-rodona, a l'Alt Camp. Una tercera localització va ser Cerdanyola del Vallès.
Els llaüts o mallorquines, és a dir, les barques de pesca, foren cedides pel Museu de la Pesca de Palamós, Pere de Prada, i l'Associació dels Amics de la Vela Llatina de Calella de Palafrugell.
Aquesta pel·lícula encara es pot veure a la pàgina de TV3. També estarà a Filmin.cat fins al 31 de desembre del 2020.